# H2apex
Die H2APEX (vormals Exceet Group) ist ein Joint venture der H2APEX Group SCA und des Wasserstoffspezialisten APEX Group, das am regulierten Markt börsennotiert ist. Das Unternehmen entwickelt, errichtet und betreibt Anlagen für grünen Wasserstoff.

## Historie
Der operative Kern von H2APEX wurde im Jahr 2000 als Unternehmen für regenerative Energie in Rostock/Laage unter dem Namen exceet Group gegründet mit dem Fokus auf Entwicklung von automatisierten Photovoltaiksystemen. Ab 2012 fokussierte das Unternehmen Forschungs- und Entwicklungsaktivitäten auf grünen Wasserstoff.
Seit 2021 betreibt H2APEX am Unternehmenssitz eine 2 MW Elektrolyse mit öffentlicher Wasserstofftankstelle, Trailerbefüllung, Blockheizkraftwerk und Brennstoffzelle. Seit 2024 beliefert das Unternehmen regelmäßig die Rebus Regionalbus Rostock mit lokal produziertem grünen Wasserstoff und betreibt auch die dazugehörigen Tankstellen.

## Unternehmen
Das Unternehmen hat den Schwerpunkt seiner Geschäftstätigkeit in Deutschland. Die Holding Gesellschaft hat die luxemburgische Rechtsform der SCA (Société en commandite par actions, vergleichbar mit der deutschen Kommanditgesellschaft auf Aktien).
Kennzahlen: Im Jahr 2023 erreichte H2APEX 15,3 Mio. Euro Umsatz. Das Unternehmen beschäftigt ca. 150 Mitarbeiter an 2 Standorten in Rostock und Rostock-Laage
Unter der Marke H2APEX befinden sich 3 Geschäftsfelder:
- EPC: Entwicklung, Planung und Errichtungen von Wasserstoffelektrolyseanlagen und -tankstellen für den eigenen Betrieb und für Kunden
- Wasserstoffproduktion: Produktion und Vertrieb von grünem Wasserstoff.
- Speicherung: H2APEX nutzt verschiedene Ansätze für die Speicherung von Wasserstoff: Zum einen zertifizierte, kohlefaserverstärkte Typ IV 500 Hochdruckspeicher, zum anderen wird an Speicherung von Wasserstoff in Salz geforscht.

## Eigene Anlagen
Als IPCEI-gefördertes Projekt betreibt das Unternehmen eine Großelektrolyse mit bis zu 100 MW am Unternehmensstandort in Rostock-Laage. Die Anlage ist Teil des ostdeutschen Wasserstoff-Hub „doing hydrogen“. In Lubmin betreibt das Unternehmen eine Großelektrolyse mit bis zu 600 MW am Standort des ehemaligen KKW.